# کیمیای سعادت
کیمیای سعادت کتابی است از امام محمد غزالی دربارهٔ اصول دین اسلام که در آخرین سال‌های قرن پنجم هجری به زبان فارسی نوشته شده‌است. این کتاب از مشهورترین کتب عرفانی و دینی به‌ شمار می‌رود که از لحاظ فصاحت کلام، سلاست انشا و خالی بودن از تکلف و تصنع کمتر نظیر دارد.
کیمیای سعادت چکیده‌ای است از کتاب بزرگ احیاء علوم الدین، با افزون و کاستی‌هایی که غزالی آن را با همان نظم و ترتیب به زبان مادری خود نوشته‌است. مقدمۀ کتاب در چهار عنوان است: خودشناسی، خداشناسی، دنیاشناسی، و آخرت‌شناسی. متن کتاب مانند احیاء به چهار رکن تقسیم شده: عبادات، معاملات، مُهلِکات، و مُنجیات.
به این مقاله ربطی ندارد(عرفان طالبان و نوعی)

## ربع عبادات
در ربع عبادات، غزالی برخلاف کتاب‌های فقهی به ظاهر عبادات نپرداخته و در همه جا فلسفه و معانی آن را نیز مورد بحث قرار داده‌است. این رکن کتاب مانند ارکان دیگر شامل ۱۰ اصل است:
- اصل اول: در اعتقاد اهل سنت حاصل کردن
- اصل دوم: در طلب علم کردن
- اصل سوم: در طهارت
- اصل چهارم: در نماز
- اصل پنجم: در زکات
- اصل ششم: در روزه و شرایط آن
- اصل هفتم: در حج
- اصل هشتم: در قرآن خواندن
- اصل نهم: در ذکر حق‌تعالی
- اصل دهم: در ترتیب وردها

## ربع معاملات
در این رکن آداب و شرایط زندگی دنیوی مورد بحث قرار گرفته‌است و اصول و شرایطی که از نظر وی، و با توجه به احادیث و سنن اسلامی برای زندگی سالم ضروری است، بیان شده‌است. این ربع کتاب نیز مشتمل بر ۱۰ اصل است:
- اصل اول: آداب طعام خوردن
- اصل دوم: آداب نکاح
- اصل سوم: در آداب کسب و تجارت
- اصل چهارم: شناختن حلال و حرام و شبهت
- اصل پنجم: در گزاردن حق صحبت
- اصل ششم: در آداب زاویه گرفتن و عزلت گرفتن از خلق
- اصل هفتم: آداب سفر
- اصل هشتم: آداب سماع و وجد
- اصل نهم: امر به معروف و نهی از منکر
- اصل دهم: در رعیت داشتن و ولایت راندن

## ربع مُهلکات
در این رکن غزالی به بررسی خطرات و دام‌هایی می‌پردازد که انسان را از راه راست بازمی‌دارد و از سعادت دنیوی و اخروی دور می‌سازد. این بخش کتاب مانند ارکان دیگر به ۱۰ اصل تقسیم شده و در اصل نویسنده به یکی از این آفات پرداخته و راه شناخت صحیح آن و همچنین روش علاج و از بین بردن آن از خوی انسان را برشمرده‌است. این اصول عبارت‌اند از:
- اصل اول: اندر ریاضت نفس
- اصل دوم: در علاج شهوت شکم و فرج
- اصل سوم: در علاج شرهِ سخن و آفت‌های زبان
- اصل چهارم: در علاج بیماری خشم و حِقد و حسد
- اصل پنجم: در علاج دوستی دنیا
- اصل ششم: در علاج دوستی مال و آفت بخل
- اصل هفتم: در علاج دوستی جاه و حشمت
- اصل هشتم: در علاج ریا و نفاق اندر عبادت
- اصل نهم: در علاج کبر و عُجب
- اصل دهم: در علاج غرور و فریفتگی

## ربع مُنجیات
در این بخش کتاب خصوصیات و کیفیت‌های روحی که سبب نجات انسان از بلایا و حسن عاقبت وی می‌شود مورد بحث قرار گرفته‌است. این رکن نیز ۱۰ اصل است:
- اصل اول: در توبه
- اصل دوم: در صبر و شکر
- اصل سوم: در خوف و رجا
- اصل چهارم: در فقر و زهد
- اصل پنجم: در صدق و اخلاص
- اصل ششم: در محاسبه و مراقبه
- اصل هفتم: در تفکر و ندامت
- اصل هشتم: در توکل و توحید
- اصل نهم: در محبت و شوق
- اصل دهم: در مرگ و احوال آخرت

## چاپ
کیمیای سعادت چندین بار توسط احمد آرام و حسین خدِیوجَم با زحمات و کار جداگانه در تهران به چاپ رسیده‌است. حسین خدیوجم، که ترجمۀ پارسی احیاء علوم الدین را نیز تألیف و به چاپ رسانده، متن کامل کیمیای سعادت را در سال ۱۳۶۱ در دو جلد به چاپ رساند که تا حال بیش از ده بار بازچاپ شده‌است. در سال ۱۳۹۰ این کتاب مجدداً زیر نظر بهاءالدین خرمشاهی تصحیح و ویرایش شد و توسط نشر نگاه در یک مجلد به چاپ رسید. این کتاب با تصحیح فریدون اسلام نیا توسط مؤسسه انتشاراتی حسینی اصل در سال ۱۳۸۸ به چاپ رسیده است.
کیمیای سعادت چندین بار به زبان‌های انگلیسی، عربی، ترکی، ایتالیایی، هندی و اردو، بنگالی و مالی (زبان کشورهای مالزیایی و سنگاپور) ترجمه گردیده‌است.